# Ausiliari dell'imprenditore
Gli ausiliari dell'imprenditore, sono dei lavoratori subordinati alle dipendenze dello stesso.

## Gli ausiliari interni
Dono detti così perche gerarchicamente subordinati ad un imprenditore, all'interno di una impresa e sono:
- l'institore - può compiere tutte le attività rientranti nel normale esercizio dell'impresa.
- il procuratore - può compiere per l'imprenditore gli atti pertinenti all'esercizio dell'impresa.
- il commesso - lavoratore con sole mansioni esecutive.

## Gli ausiliari autonomi
Sono così detti perché hanno un certo livello di autonomia nel loro operato, e sono:
- il mandatario, il quale si obbliga a compiere uno o più atti giuridici in nome e per conto del mandante;
- l'agente di commercio, il quale si assume stabilmente l'incarico di promuovere, per l'altra parte, la conclusione di contratti in una zona determinata, il mediatore, che mette in relazione due o più parti per la conclusione di un affare;
- il commissionario, che si obbliga a vendere od acquistare beni per conto dell'imprenditore ma in nome proprio;
- lo spedizioniere, che si obbliga a concludere, per conto del mandante, un contratto di trasporto e a compiere le operazioni accessorie.